# Krystyna Radzikowska
Krystyna Radzikowska geborene Hołuj (* 5. Februar 1931 in Lwów; † 29. November 2006) war die erfolgreichste polnische Schachspielerin der 1950er- und 1960er-Jahre und Ehren-Großmeister der Frauen.

## Leben
Als Neunjährige lernte Krystyna die Schachregeln, ernsthaft betrieb sie das Spiel erst ab dem neunzehnten Lebensjahr.
Sie durchlief ein Lyzeum ogólnokształcące und erhielt Klavierunterricht in einer Musikschule. Danach studierte sie an der Schlesischen Technischen Universität in Gliwice und erhielt 1955 den Titel eines Magisters des Ingenieurwesens. Jahrelang arbeitete sie in Gliwice in einem Büro für Bergwerks-Ingenieurtechnik.
Im Jahre 1950 trat sie am selben Ort ihrem ersten Schachklub bei, dem AZS Gliwice, 1958 schloss sie sich für zwei Jahre Górnik Bytom an, 1960 dann Start Katowice, für den sie annähernd dreißig Jahre spielte. Von Anfang der 1950er Jahre bis Ende der 1970er Jahre spielte sie regelmäßig in der polnischen Mannschaftsmeisterschaft am Frauenbrett ihres Vereins.

## Schachkarriere
Sie war neunmal Polnische Meisterin der Frauen: 1951, 1952, 1953, 1955, 1956, 1957, 1959, 1966 und 1969.
Bei den Schacholympiaden der Frauen trat mit Polen 1957 in Emmen, 1963 in Split, 1966 in Oberhausen, 1969 in Lublin und 1972 in Skopje an und erreichte 1957 das beste Einzelergebnis am ersten Brett.
Beim Kandidatenturnier der Frauen 1955 in Moskau, das von Olga Rubzowa gewonnen wurde, belegte sie den geteilten 15./16. Platz.
Von der FIDE erhielt sie 1955 den Titel Internationaler Meister der Frauen (WIM) und 1984 denjenigen einer Ehren-Großmeisterin der Frauen (HWGM).
Radzikowska war auch im Fernschach aktiv und wurde 1994 zur Internationalen Fernschachmeisterin der Frauen (Lady International Correspondence Chess Master) ernannt.

## Partie
Christine Rosenfield – Krystyna Radzikowska
1. d4 Sf6 2. c4 g6 3. Sc3 Lg7 4. e4 d6 5. f3 0–0 6. Le3 Sc6 7. Sge2 a6 8. Dd2 Tb8 9. h4 h5 10. 0–0–0 b5 11. cxb5 axb5 12. d5 Se5 13. Sd4 b4 14. Scb5 Ld7 15. Dxb4 c5 16. dxc6 Sxc6 17. Sxc6 Lxc6 18. Kb1 Se8 19. a4 Sc7 20. g3 Dd7 21. Lh3 De8 22. Ld4 Lxd4 23. Dxd4 Lxb5 24. axb5 Sxb5 25. De3 Tb7 26. Td3 Da8 27. Tc1 Da4 28. Lc8 Ta7 29. Tc6 e5 30. Db6 Sd4 31. Txd4 exd4 32. Kc1 Da1+ 33. Kc2 d3+ 34. Kxd3 Dd1+ 0:1
Es handelt sich um eine Fernpartie, die Krystyna Radzikowska im Turnier der IV. Fernschach-Olympiade der Damen spielte und 1996 beendete.